# Huelga General de 1973 en Uruguay
La Huelga General de 1973 en Uruguay  una respuesta al golpe de Estado que tuvo lugar el 27 de junio de 1973, cuando el entonces presidente, Juan María Bordaberry, cerró el parlamento e impuso el gobierno directo de una junta de generales militares. A las pocas horas de declararse el golpe, el sindicato de izquierdas Convención Nacional de Trabajadores (CNT) convocó una huelga general. Se producen ocupaciones de fábricas en todo el país y cierran numerosos puertos, bancos y comercios.
La huelga duró 15 días y terminó con la mayoría de los líderes sindicales en la cárcel o exiliados a Argentina. Como parte del golpe, todas las asociaciones, incluidos los sindicatos, fueron declaradas ilegales y prohibidas.
Los sindicatos y los partidos políticos siguieron siendo ilegales hasta que una huelga general en 1984 obligó a los militares a aceptar el gobierno civil y la restauración de la democracia en 1985.